# Иванькова, Анастасия Владимировна
Анастасия Владимировна Иванькова (бел. Анастасія Уладзіміраўна Іванкова; род. 22 ноября 1991, Минск) — белорусская гимнастка, специализирующаяся в групповых упражнениях (художественная гимнастика). Серебряный призёр Олимпийских игр 2012 года, бронзовый призёр Олимпийских игр 2008 года (обе медали — в групповом многоборье). Чемпионка Европы 2012 года. Заслуженный мастер спорта Республики Беларусь (2008). Награждена орденом Почёта (2012).